# Independiente Santa Fe
O Club Independiente Santa Fe é uma associação esportiva colombiana fundada em 1941, na cidade de Bogotá. No futebol, é um dos clubes mais bem sucedidos da Colômbia, sendo que, dentre seus principais títulos, destacam-se dez conquistas do Campeonato Colombiano, duas da Copa Colômbia e quatro da Superliga da Colômbia. Quanto aos títulos internacionais, o Santa Fé tem um título de Copa Simón Bolívar e é o único time colombiano que ganhou uma Copa Sul Americana e a Copa J.League-Sudamericana, sendo o primeiro clube da região andina a ganhar uma competição intercontinental, já tendo chegado à duas semifinais da Copa Libertadores da América, os seus maiores destaques nessa competição.
O ranking da IFFHS, órgão de estatística reconhecido pela FIFA, elegeu o Santa Fe como o melhor time de America no ano 2015, e o sétimo no mundo. O Santa Fe é uma das três equipes a jogar todas as edições do Campeonato Colombiano, assim como Millonarios Fútbol Club e Club Atlético Nacional S.A..

## História
O clube foi fundado em 28 de fevereiro de 1941 em Bogotá e em 1948 conquistou o primeiro campeonato nacional.

## Títulos
| INTERCONTINENTAIS | INTERCONTINENTAIS     | INTERCONTINENTAIS | INTERCONTINENTAIS                                                     |
|                   | Competição            | Títulos           | Temporadas                                                            |
| ----------------- | --------------------- | ----------------- | --------------------------------------------------------------------- |
|                   | Levain Cup            | 1                 | 2016                                                                  |
| CONTINENTAIS      |                       |                   |                                                                       |
|                   | Competição            | Títulos           | Temporadas                                                            |
|                   | Copa Sul-Americana    | 1                 | 2015                                                                  |
| INTERNACIONAIS    |                       |                   |                                                                       |
|                   | Competição            | Títulos           | Temporadas                                                            |
|                   | Copa Simón Bolívar    | 1                 | 1970                                                                  |
| NACIONAIS         |                       |                   |                                                                       |
|                   | Competição            | Títulos           | Temporadas                                                            |
|                   | Campeonato Colombiano | 10                | 1948, 1958, 1960, 1966, 1971, 1975, 2012-I, 2014-II, 2016-II e 2025-I |
|                   | Copa Colômbia         | 2                 | 1989 e 2009                                                           |
|                   | Superliga da Colombia | 4                 | 2013, 2015, 2017, 2021                                                |
| TOTAL             |                       |                   |                                                                       |
| Escudo            | Conquistas            | Títulos           | Categorias                                                            |
|                   | Total:                | 18                | 1 Intercontinental, 2 Continentais e 16 Nacionais                     |

 Campeão Invicto

## Campanhas de destaque

### Nacionais
- Vice-campeão da Campeonato Colombiano: 1963, 1979, 2005–I, 2013–I, 2017–II, 2020, 2024–I
- Vice-campeão da Copa da Colombia: 1950–51, 2014, 2015

### Internacionais
- Vice-campeão da Copa CONMEBOL: 1996.
- Vice-campeão da Copa Merconorte: 1999.
- Vice-campeão da Recopa Sul-Americana: 2016.
- Vice-campeão da Supercopa Euroamericana: 2016
- Semifinais da Copa Libertadores: 1961 e 2013.

## Uniformes

### Uniformes atuais
- 1º - Camisa vermelha, com mangas brancas, calção branco e meias vermelhas;
- 2º - Camisa branca, com mangas vermelhas, calção vermelho e meias brancas;
- 3º - Camisa cinza-escuro com detalhes rosa, calção e meias cinzas.

| Primeiro Uniforme | Segundo Uniforme | Terceiro Uniforme |

### Uniformes dos goleiros
- Camisa roxa, calção e meias roxas;
- Camisa cinza, calção e meias cinzas;
- Camisa laranja, calção e meias laranjas.

| Cores do Time · Cores do Time · Cores do Time · Cores do Time · Cores do Time | Cores do Time · Cores do Time · Cores do Time · Cores do Time · Cores do Time | Cores do Time · Cores do Time · Cores do Time · Cores do Time · Cores do Time |

### Uniformes anteriores
- Primeiro

| 2008 | 2009 | 2010 | 2011 | 2012 | 2013 | 2014 | 2015 | 2016 |

- Segundo

| 2008 | 2009 | 2010 | 2011 | 2012 | 2013 | 2014 | 2015 | 2016 |

- Terceiro

| 2013 | 2014 | 2015 | 2016 | 2016 Especial Copa Suruga |

## Rivalidades
Desde o início de sua era profissional, o Santa Fe tem uma rivalidade com o Millonarios, rival local. O jogo entre ambos é chamado de El Clásico Capitalino (o clássico capital).
Há também fortes rivalidades contra o América de Cali, conhecido como El Clásico de los Rojos (o clássico vermelho), por causa da cor dos uniformes das equipes, e com o Atlético Nacional, devido ao nível dos últimos 10 anos.

## Torcida

### La Guardia Albi roja Sur
Fundada em 1997, foi originalmente chamado de "o saltarines" em 1991. É a primeira torcida da Colômbia. Nos jogos em casa, fica localizado na arquibancada sul do El Campin.